# イリカイ・ホテル&ラグジュアリー・スイート
イリカイ・ホテル＆ラグジュアリー・スイート（英語: The Ilikai Hotel & Luxury Suites）はハワイ州ホノルルにあるワイキキの西側に位置する、ランドマーク的な高層ホテルおよびコンドミニアムである。オープンした1964年にはハワイ最初の豪華な高層ホテルであった。
イリカイは連続ドラマ『ハワイ5-0』に登場することでホノルルの人々以外にも知られている。ドラマのオープニング映像の中で主役のジャック・ロードが最上階にあるラナイに立つカットが登場する。2010年版でもこのオープニングは引き継がれており、主演のアレックス・オロックリンが同様のカットを演じている。

## 歴史
イリカイはたたき上げの大富豪であるチン・ホー（Chinn Ho）と二人のカリフォルニアのビジネスマンによって開発された。建物はシアトルにあるスペースニードルも手掛けたジョン・グラハム・ジュニアによって設計され、中心からYの字状に分かれた三つの翼から構成される。
この建物はもともと1056室の住戸からなる豪華な施設として計画され、建築は1961年に開始されたしかしながらプロジェクトが困難に直面した際にホーが2700万ドルの資金調達に関する調整を引き受け、その後509室のコンドミニアムと504室のホテルからなる複合施設として再構想された。イリカイの客室はもともと住戸用として設計されたため、客室は通常のものより大きく、それぞれにキッチンがついていた。イリカイの二つ目の大きな特徴である展望レストランに向かう外側のガラス張りエレベーターも、ホテルとして再構想された際に導入されたものである。
イリカイ・ホテル（The Ilikai Hotel）は1964年2月29日にホテルとコンドミニアムの合わせて1050室を備えてオープンした。イリカイは成功したため、ホーはすぐに近隣に新棟を建設することを発表した。この建物はのちに「ヨットハーバー・タワー」（Yacht Harbor Tower）として知られ、360のホテル客室とオープンエアーのロビー、そしてプールを備えていた。
1965年1月1日にウェスタン・インターナショナル・ホテルズ（のちのウェスティン）がイリカイの管理を引き受け、1971年10月まで管理した。1974年4月にホーはイリカイ・ホテルの本棟にある425区画と新棟の360区画をウェスタンに3500万ドルで譲渡し、ホテルはチェーンに加盟した。1980年にウェスタンが「ウェスティン」に名称を変更するとホテルの名称も「ウェスティン・イリカイ」（The Westin Ilikai）に変更された。1987年にはウェスティンからアリゾナに本拠を置く「ヘラー・ホワイト・ホテル」（Heller-White Hotels）に5500万ドルで譲渡され、ホテルの名前も「イリカイ」（The Ilikai）に戻った。
また、この年の後半にヘラー・ホワイト・ホテルの貸し手であった日本興業銀行の子会社であった常和ハワイが6950万ドルで買収のためのオプション権を行使した。
イリカイは1987年から1990年にかけて4000万ドルを投じて改装された。1991年にはホテル日航が経営に参画し、ホテルは「ホテル・ニッコー・イリカイ」（The Ilikai Hotel Nikko Waikiki）と改称された。2000年にホテルは台湾のゼン一家が所有する「フォワード・ワン」（Forward One LLC）に5700万ドルで売却され、マリオットのホテルブランドの一つ「ルネッサンス」の一つとして2000年2月14日に「ルネッサンス・イリカイ・ワイキキ」（the Renaissance Ilikai Waikiki）と改称された。
2006年に、ブライアン・アンダーソン（Brian Anderson）とアネコナ・ディベロップメント・グループ（Anekona Development Group）がホテルの703客室を2億ドル以上で買い取ったものの、ホテルはルネッサンスとして存続した。
残りの部屋は575区画の個人所有向けコンドミニアムと80区画のタイムシェア区画として改装された。
2009年にはイリカイに残った203室が抵当流れに直面していたが、ニューヨークに拠点を置くアイスタ―・フィナンシャル（iStar Financial）がホノルルに拠点を置くアクア・アストン・ホスピタリティー（Aqua-Aston Hospitality）を経営に参画させた。
2010年には、イリカイから切り離されていた新棟（ヨットハーバー・タワー）がマリオットのエディション（EDITION）ブランド傘下として「ワイキキ・エディション」（the Waikiki EDITION Hotel）として再オープンした。しかし所有者とマリオットとによる紛争の結果、このホテルは2011年に「モダン・ホノルル」（The Modern Honolulu Hotel）と改称された。